# Loch Fada
Loch Fada is een loch op Skye in Schotland. Het loch ligt 280 meter boven zeeniveau.